# Fritz Thyssen

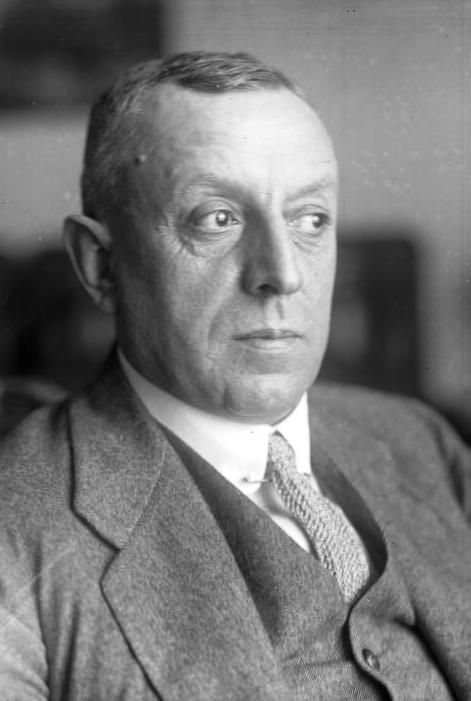
Fritz Thyssen (1928)

Fritz Thyssen (* 9. November 1873 in Styrum; † 8. Februar 1951 in Martínez bei Buenos Aires) war ein deutscher Großindustrieller aus der Unternehmerfamilie Thyssen. Er gehörte zunächst zu den Förderern, später zu den entschiedenen Gegnern der Nationalsozialisten.

## Leben

### Deutsches Kaiserreich
Fritz Thyssen wurde als ältester Sohn des Industriellen August Thyssen und seiner Ehefrau Hedwig Pelzer in Mülheim an der Ruhr geboren. Seine Eltern trennten sich 1885, als Thyssen zwölf Jahre alt war. Er besuchte zunächst das städtische Gymnasium (Oberrealschule) in Mülheim, bevor er auf eine katholische Schule in Düsseldorf wechselte.
Seit 1885 Teilerbe des Konzerns, übernahm er nach einer einjährigen Praktikantenzeit im väterlichen Unternehmen und dreijährigem Studium in London, Lüttich und Berlin und nach dem Militärdienst als Einjährig-Freiwilliger (1895/96) ab 1897 verschiedene Positionen im Konzern seines Vaters, unter anderem im Bergwerksvorstand der Zeche Gewerkschaft Deutscher Kaiser (1897), im Aufsichtsrat der Saar- und Mosel-Bergwerks-Gesellschaft (1900) und der Gelsenkirchener Bergwerks-AG (1907), wobei er unternehmerisch bis zum Tod seines Vaters (1926) immer in dessen Schatten stand.
Fritz Thyssen war seit 1900 mit Amélie zur Helle (1877–1965) verheiratet. Aus der Ehe ging 1909 Tochter Anita hervor.
1914 meldete er sich freiwillig zum Kriegsdienst im Ersten Weltkrieg, diente als Leutnant und Oberleutnant an der Westfront, 1916 wurde er für die Unternehmensführung unabkömmlich gestellt, 1917 wurde er zum Rittmeister der Reserve befördert.

### Weimarer Republik
1923 wurde er schlagartig der deutschen Öffentlichkeit bekannt, weil er sich als Wortführer der deutschen Zechenbesitzer am Ruhrkampf gegen die Befehle der französisch-belgischen Besatzungsmacht durch passiven Widerstand beteiligte. Er wurde verhaftet, vor ein Militärgericht in Mainz gestellt und zusammen mit anderen beteiligten Ruhrindustriellen verurteilt. Bei seiner Rückkehr nach Duisburg wurde er von der Öffentlichkeit triumphal gefeiert. Fünf Jahre später erhielt er deshalb von der juristischen Fakultät der Universität Freiburg die Ehrendoktorwürde.
Gegen die französische Ruhrbesetzung wollten Thyssen und der Industrielle Willy Scheidt unter Kommando von Generalleutnant Oskar von Watter ein Privatheer aufstellen und mit wertbeständigen, von der Inflation unabhängigen 20 Millionen Mark finanzieren. Den französischen Besatzungstruppen sollte eine Sizilianische Vesper bereitet werden. Der Chef der Reichswehr Hans von Seeckt weigerte sich aber mit Watter zusammenarbeiten; Watter bekam nur 14.000 Mann zusammen und Thyssen stellte fest, dass die Industrie zurückhaltender war, als er angenommen hatte.
Nach dem Tod seines Vaters 1926 brachte er wesentliche Teile des Konzerns in die Vereinigte Stahlwerke AG und übernahm dort den Vorsitz des Aufsichtsrats. Diese Funktion übte er bis zu seiner Flucht im September 1939 aus. 1926 gründete er zusammen mit Emil Mayrisch die Internationale Rohstahlgemeinschaft.
Obwohl er noch der monarchistischen DNVP angehörte, unterstützte er schon 1930 öffentlich Adolf Hitler und die NSDAP – bereits seit 1923 hatte er die NSDAP mit umfangreichen Spenden gefördert. Laut dem Tagebuch des amerikanischen Botschafters in Deutschland William Dodd äußerte Thyssen im Februar 1936, er habe einen beträchtlichen Teil seines Vermögens für Hitler geopfert. In Thyssens Entnazifizierungsprozess wurde bekannt, dass er von 1923 bis 1932 für alle rechten Parteien insgesamt 650.000 Reichsmark gespendet hatte.
Thyssen hoffte in jener Zeit auf einen autoritären Ständestaat, wie der österreichische Nationalökonom Othmar Spann ihn propagierte, und finanzierte ab 1933 ein Institut für Ständewesen in Düsseldorf. Von den Nationalsozialisten versprach er sich eine Zurückdrängung der kommunistischen Kräfte. Im Oktober 1931 beteiligte er sich an der Bildung der „Harzburger Front“ gegen die Weimarer Republik und wurde Mitglied in der antidemokratischen Gesellschaft zum Studium des Faschismus. Am 26. Januar 1932 konnte Adolf Hitler durch die Mitwirkung Thyssens vor dem Industrie-Club Düsseldorf eine Rede halten und dort für seine Ziele werben. Er gehörte zu der Gruppe von Industriellen, Bankiers und Landwirten, die im November 1932 die sogenannte Industrielleneingabe an den Reichspräsidenten Paul von Hindenburg richteten, in der gefordert wurde, Hitler zum Reichskanzler zu ernennen.

### Nationalsozialismus
Am 1. Mai 1933 trat Thyssen in die NSDAP ein (Mitgliedsnummer 2.917.299). Im Juli 1933 wurde er zum Mitglied des von Hermann Göring kurz zuvor „umgestalteten“ Preußischen Staatsrates „auf Lebenszeit“ ernannt, im November für die NSDAP Mitglied des Reichstages. Wenig später erkannten die NS-Gauleiter von Essen, Düsseldorf, Westfalen-Nord und Westfalen-Süd Thyssen dank seiner Mitgliedschaft im Staatsrat und Reichstag freiwillig als oberste staatliche Autorität in wirtschaftspolitischen Fragen an. Thyssen wurde Mitglied der Akademie für Deutsches Recht, erhielt Sitz und Stimme im Generalrat der Wirtschaft und im Sachverständigenrat für Bevölkerungs- und Rassenpolitik beim Reichsinnenministerium. Auch in der Kaiser-Wilhelm-Gesellschaft, dem Vorläufer der Max-Planck-Gesellschaft, war Thyssen Senator.

### Bruch mit dem NS-Regime
Im Mai 1933 war Thyssen maßgeblich an der Gründung des Instituts für Ständewesen in Düsseldorf beteiligt, zur Gründung hatte er von Hitler die Zustimmung eingeholt. Vom Institut sollte die Ständestaat-Ideologie Othmar Spanns verbreitet und weiterentwickelt werden. Obwohl dem Institut in ihrer Mehrheit NSDAP-Mitglieder angehörten, sahen manche in der Teilnahme an den Wochenendkursen und Vorlesungen eine Ausweichmöglichkeit vor der Vollmitgliedschaft in der Partei. Doch ab August 1933 gründete Robert Ley zwei konkurrierende Schulen für Wirtschaft und Arbeit für seine Deutsche Arbeitsfront, die sich mit „grundlegenden Ausführungen zum ständischen Aufbau“ beschäftigten und Thyssens Institut bekämpften. Als die Anfeindungen zunahmen, schrieb Thyssen im Juni 1934 an Hitler, wobei er sich über die Verdächtigungen und Unterstellungen aus Parteikreisen, er sei „doktrinär, besserwisserisch, staatsfeindlich, politisch-katholisch und nicht nationalsozialistisch“ beklagte. Statt einer Antwort wurde der Besuch der Kurse verboten, Mitarbeiter des Instituts in Gefängnisse und Konzentrationslager gebracht. Weitere Meinungsverschiedenheiten zwischen Thyssen und Hitler entstanden, als sich Thyssen für die Freilassung des ins Konzentrationslager verschleppten ehemaligen preußischen Wohlfahrtsministers Heinrich Hirtsiefer und den abgesetzten Düsseldorfer Oberbürgermeister Robert Lehr vergeblich bei Göring einsetzte. Als Reaktion auf die Absetzung des Düsseldorfer Regierungspräsidenten Carl Christian Friedrich Schmid, der wegen der jüdischen Herkunft seiner Ehefrau verjagt worden war, legte Thyssen in einem Schreiben an Göring seine Mitgliedschaft im Preußischen Staatsrat unter Protest nieder.
Am 31. August 1939 erhielt Thyssen die Aufforderung zur Teilnahme an einer Reichstagssitzung in Berlin. Thyssen telegraphierte am gleichen Tag vom Postamt Bad Gastein an Göring:

„Ich kann dieser Aufforderung wegen unbefriedigenden Gesundheitszustands nicht Folge leisten. Nach meiner Meinung sollte ein Art Waffenstillstand möglich sein, um Zeit zum Verhandeln zu gewinnen. Ich bin gegen den Krieg. Durch einen Krieg wird Deutschland auch in Abhängigkeit von Russland auf dem Gebiet der Rohstoffe gelangen und dadurch seine Stellung als Weltmacht verlieren.“

Die Monopolgruppentheorie sieht in der Entmachtung Thyssens, den endgültigen Sieg der Gruppe ›Chemie/Elektro‹ über die Gruppe ›Kohle/Eisen/Stahl‹ bzw. der staatsmonopolistischen Gruppierung ›Göring/I.G.‹ über die Gruppierung ›Schacht/Thyssen‹. Laut Hervé Joly entsprach die Ersetzung Thyssens durch seinen Stellvertreter Albert Vögler, nur den realen Machtverhältnissen innerhalb des Unternehmens, da Thyssen durch den Willen seines Vaters weitgehend von der Führung der Unternehmensgruppe ausgeschlossen war.

### Flucht und Haft
Am 2. September 1939 emigrierte er mit Ehefrau, Tochter und Schwiegersohn zuerst in die Schweiz. Von dort richtete er am 20. September 1939 einen Brief an Göring, in dem er verlangt, „dass die deutsche Öffentlichkeit darüber aufgeklärt wird, dass ich als Reichstagsabgeordneter gegen den Krieg gestimmt habe. Sollten noch andere Abgeordnete ebenso gestimmt haben, so soll ihr Votum auch bekannt gegeben werden.“ Diese Aufforderung beantwortete das NS-Regime durch Enteignung seines gesamten Besitzes in Deutschland, darunter neben seinem Industrievermögen das 1937 für seine Tochter Anita erworbene Schloss Puchhof bei Straubing in Niederbayern, und später mit Ausbürgerung.
Im Dezember 1939 wandte sich Thyssen direkt an Hitler. Unter anderem schrieb er:

„Ihre neue Politik, Herr Hitler, stößt Deutschland in den Abgrund und das deutsche Volk in den Zusammenbruch. Drehen Sie die Maschine um, solange es noch Zeit ist. […] Geben Sie dem Reich ein freies Parlament, geben Sie dem Deutschen Volk Freiheit des Gewissens, des Denkens und der Rede. Stellen Sie die notwendigen Garantien für die Wiederherstellung von Gesetz und Ordnung sicher.“

 Thyssen wollte seiner Tochter und seinem Schwiegersohn nach Argentinien folgen, hatte sich bereits freies Geleit durch Italien zusichern lassen, als er nach einem Besuch bei seiner sterbenden Mutter in Brüssel und nach einem Zusammenbruch seiner Ehefrau zur Erholung nach Cannes in Südfrankreich reiste. 

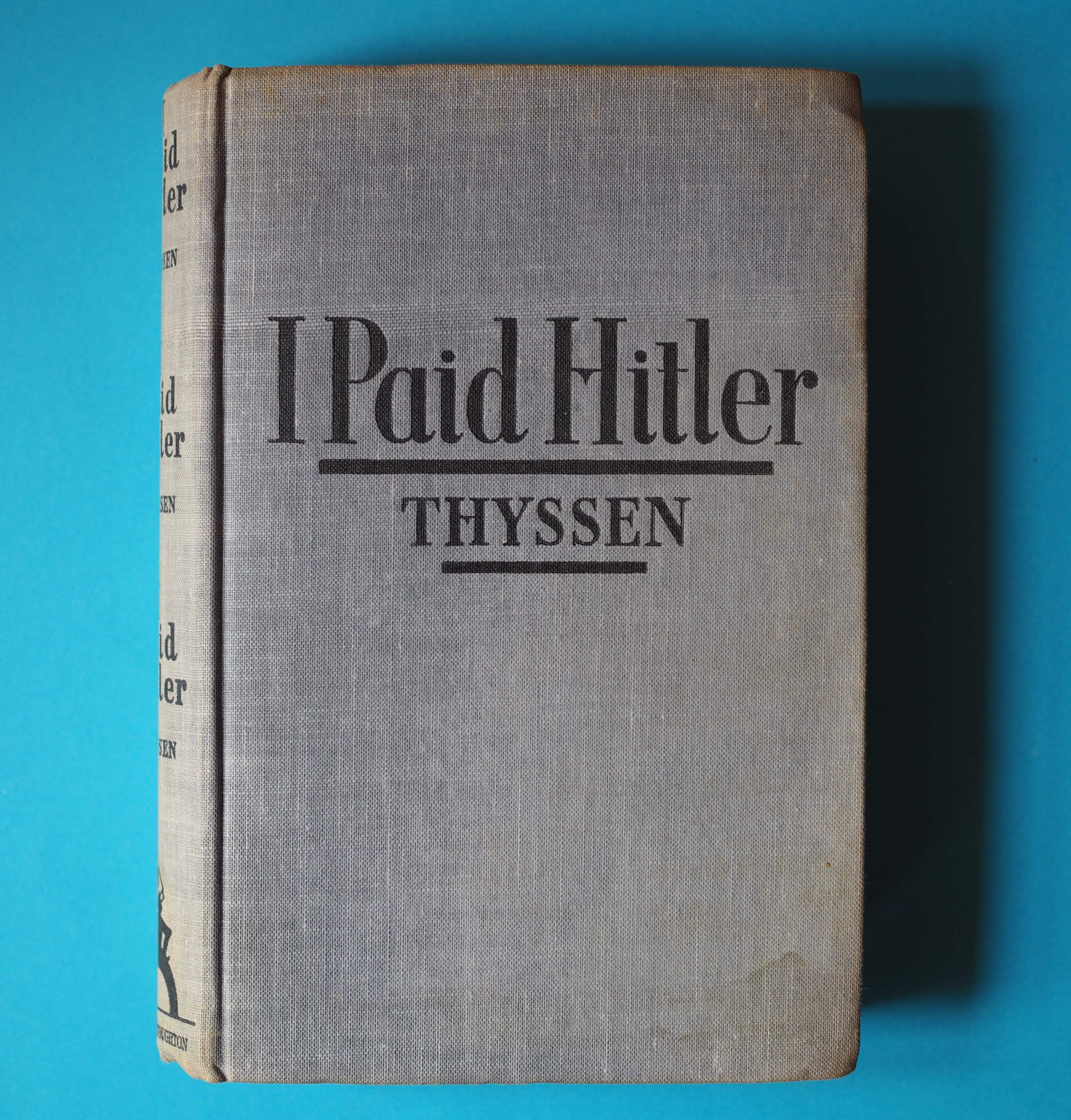
Thyssens von Emery Reves verfasste Autobiografie I Paid Hitler

In Südfrankreich verfasste er 1940 in Zusammenarbeit mit dem Journalisten und Ghostwriter Emery Reves das Buch I Paid Hitler (deutsch: „Ich habe Hitler finanziert“), eine Abrechnung mit Hitler und seiner eigenen Rolle bei Hitlers Aufstieg. Noch vor Abschluss des Buches kam es zur Kapitulation Frankreichs und der anschließenden deutschen Besetzung. Emery Reves veröffentlichte das Buch im November 1941 in London, ohne Thyssens Freigabe. Nach dem Krieg distanzierte sich Thyssen von dem Werk, das nun gegen ihn verwendet wurde. Er setzte durch, dass niemals eine deutsche Ausgabe erschien. Reves schrieb in seinem Vorwort 1941: „Gegen Ende Mai [1940] hatten wir die Arbeit fast beendet. Über die Hälfte des Buches war fertiggestellt, überarbeitet und von Thyssen für die Veröffentlichung freigegeben worden.“ Reves erklärte, dass er die unfertigen Passagen nicht geglättet oder korrigiert habe.
Entgegen der ausdrücklichen Zusicherung Marschall Philippe Pétains, Thyssen nicht an Deutschland auszuliefern, wurde er Ende 1940 auf Druck der Gestapo in einem Hotel in Nizza verhaftet und doch nach Deutschland ausgeliefert.
Es folgten über vier Jahre Gefangenschaft des Ehepaars. Nach zweieinhalb Jahren in einer psychiatrischen Abteilung eines Sanatoriums in Neubabelsberg bei Potsdam kamen sie als „Sonderhäftlinge“ (unter als „Ehrenhaft“ bezeichneten Bedingungen) im Mai 1943 ins KZ Sachsenhausen, am 11. Februar 1945 ins KZ Buchenwald, am 3. April ins Gefängnis Regensburg und schließlich ins KZ Dachau. Amélie und Fritz Thyssen wurden als Mitglieder des Geiseltransports von prominenten KZ-Häftlingen und Sippenhäftlingen nach Südtirol verschleppt und dort durch den Wehrmachtsoffizier Wichard von Alvensleben kurz vor Kriegsende aus den Händen der SS-Wachmannschaft befreit (siehe Befreiung der SS-Geiseln in Südtirol).
Nach Kriegsende wurde Thyssen von den Alliierten interniert und 1948 wieder freigelassen. Eine Spruchkammer im Entnazifizierungsverfahren stufte ihn 1948 als minderbelastet ein. Viele Punkte der Anklage wertete die Spruchkammer als nicht stichhaltig, insbesondere der pauschale Vorwurf, Thyssen habe Hitler finanziert und auf die Zerschlagung der Gewerkschaften hingearbeitet.

### Lebensabend
Im Dezember 1949 zog Thyssen nach Buenos Aires (Argentinien) zu seiner Tochter Anita, die seit 1936 mit dem ungarischen Grafen Gábor Zichy (1910–1972) verheiratet war. Am 8. Februar 1951 starb er dort an einem Herzinfarkt. Sein Leichnam wurde anschließend überführt und auf Schloss Landsberg beigesetzt.

## Stiftung
Am 7. Juli 1959 errichteten Amélie Thyssen und ihre Tochter Anita Gräfin Zichy-Thyssen die Fritz Thyssen Stiftung im Gedenken an August und Fritz Thyssen.

## Schriften
- I Paid Hitler. Hodder and Stoughton, London 1941.[23]

## Film
- Deutsche Dynastien – Die Thyssens. Dokumentarfilm, Deutschland, 2010, 44 Min., Buch und Regie: Julia Melchior und Sebastian Dehnhardt, Produktion: WDR, Reihe: Deutsche Dynastien, Erstausstrahlung: ARD, 8. November 2010, Rückschau: Deutsche Dynastien – Die Thyssens (WDR) (Memento vom 23. August 2011 im Internet Archive)